# Ken (muzyk)
Ken Kitamura (jap. 北村健 Kitamura Ken); znany jako Ken (ur. 28 listopada 1968 w Shiga, w Japonii) – japoński gitarzysta i wokalista.
Od 1992 roku członek zespołu rockowego L’Arc-en-Ciel. Jest także gitarzystą i wokalistą własnego zespołu - Sons of All Pussys (S.O.A.P). Porzucił studia architektoniczne by dołączyć do L’Arc~en~Ciel za namową jego kolegi z lat dzieciństwa, obecnego basisty zespołu - Tetsuya Ogawa. Decyzja ta nie spodobała się rodzicom Kitamury. Ken jest autorem piosenek: m.in.: ''As if in a dream”, „Vivid Colors”, „Niji”, „the Fourth Avenue Café”, „Lies and Truth”.
Od 2009 kontynuuje solową karierę, wydał album In Physical a w wakacje promuje go podczas krótkiej trasy koncertowej.

## Dyskografia
Single
1. Speed (2009)
2. Deeper (2009)

Minialbumy
1. Speed (2006)

Albumy
1. In Physical (2009)